# Anna Page Scott

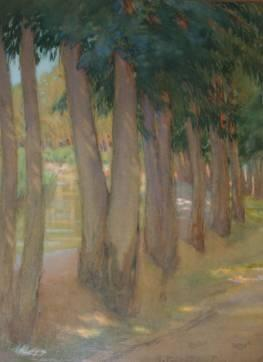
Paseo de eucalipto

Anna Page Scott (Dubuque, 13 de octubre de 1863-Dubuque, 13 de octubre de1925) fue una pintora y educadora impresionista estadounidense.

## Biografía
Scott nació en Dubuque, Iowa, el 13 de octubre de 1863. Estudió en la Escuela del Instituto de Arte de Chicago, la Academia de Bellas Artes de Pensilvania y la Académie Colarossi. Alrededor de 1890, Scott se estableció en la ciudad de Nueva York, donde trabajó como ilustradora para Century Publishing Company. En 1897 se mudó a Rochester, Nueva York, donde comenzó su carrera docente en el Mechanics Institute. Enseñó allí hasta 1913.
Scott murió el 13 de octubre de 1925 en Dubuque.

## Legado
Scott fue incluida en la exposición itinerante de 2016 Rebels With a Cause: American Impressionist Women.